# Corriere Adriatico

Il francobollo del 2010 dedicato al 150º anniversario di fondazione

Il Corriere Adriatico è un quotidiano marchigiano con sede ad Ancona.
Ha redazioni nelle Marche ad Ancona, Ascoli Piceno, Fermo, Macerata, Pesaro che curano le rispettive edizioni locali. Tra il 2010 e il 2011 ha chiuso le proprie redazioni di Senigallia e San Benedetto del Tronto.

## Storia
Il Corriere Adriatico viene fondato dal patriota risorgimentale e poeta ripano Luigi Mercantini, con il nome di L'Ordine. Corriere delle Marche, il 5 ottobre 1860, pochi giorni dopo la battaglia di Castelfidardo e l'entrata della città di Ancona nel Regno d'Italia, in sostituzione del filo-pontificio Il Piceno. 
Nel 1926 la testata assume l'attuale denominazione. 
La fine della seconda guerra mondiale porta anche la cessazione delle stampe; l'informazione locale è portata avanti da un nuovo giornale, la Voce Adriatica. 
Il 24 aprile 1971 la Voce Adriatica il giornale riassume la denominazione di Corriere Adriatico. 
Nel nuovo millennio, il quotidiano entra a far parte del gruppo Caltagirone Editore. 
Dal 4 febbraio 2009 il Corriere Adriatico ha adottato una grafica multicolore, nello specifico quattro i colori guida tra le sezioni del quotidiano: il rosso per le cronache nazionali e le Marche, il blu per le cronache locali, il verde aspro per gli spettacoli e la cultura, il verde intenso per lo sport.
Dal 2016 il direttore responsabile del Corriere Adriatico è Giancarlo Laurenzi. Negli ultimi anni il Corriere Adriatico, come del resto molti quotidiani cartacei, ha progressivamente perso copie e lettori, passando dalle più di 13.000 copie giornaliere vendute nel 2017 alle circa 7.000 del 2024.

## Edizioni
- Marche
- Pesaro
- Fermo
- Macerata
- Ascoli Piceno
- Ancona

## Diffusione

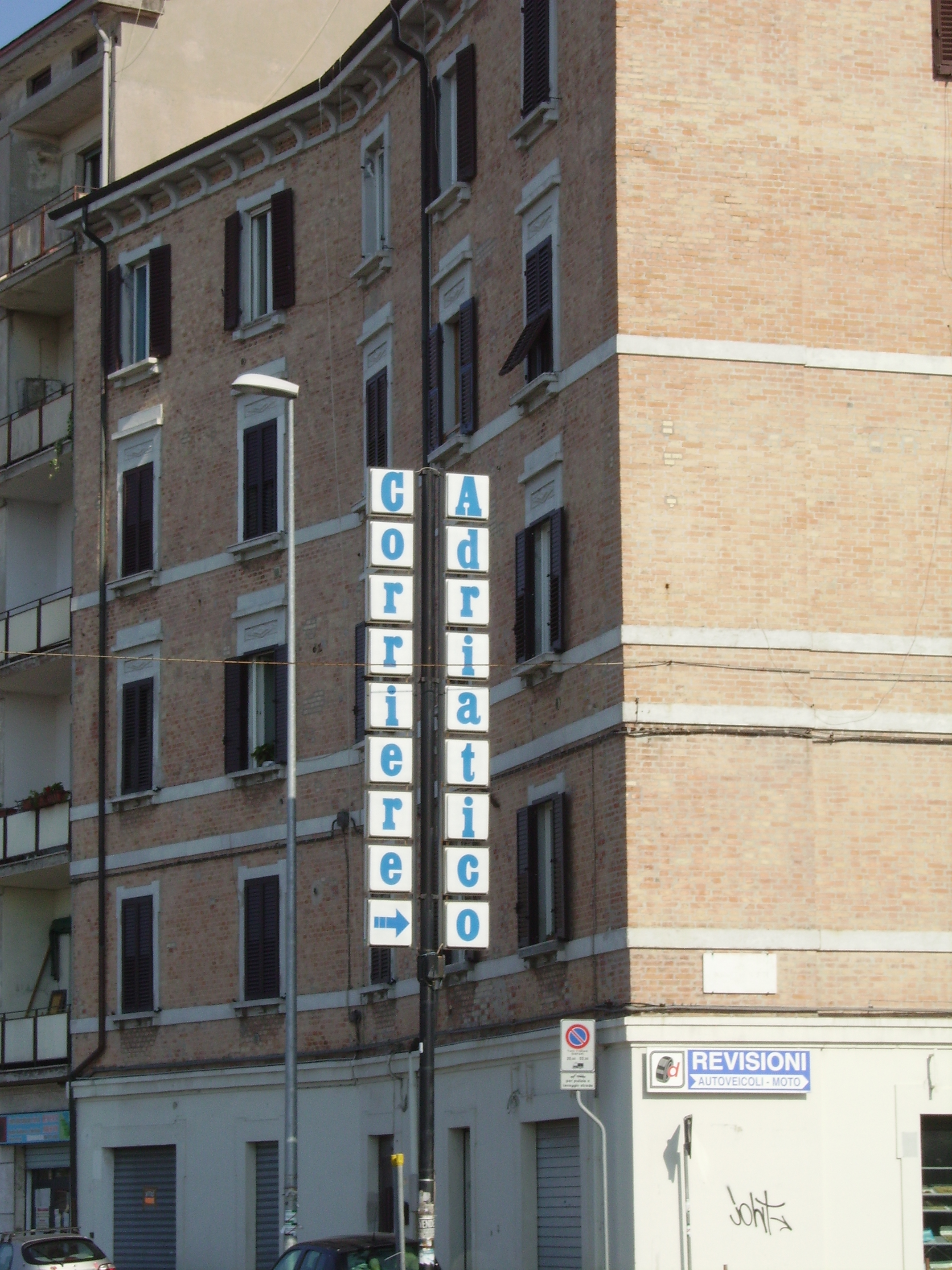
Corriere Adriatico: l'insegna luminosa che indica l'accesso alla sede.

| Anno | Copie vendute |
| ---- | ------------- |
| 2009 | 17 785        |
| 2008 | 17 593        |
| 2007 | 18 496        |
| 2006 | 19 175        |
| 2005 | 19 247        |
| 2004 | 19 289        |
| 2003 | 19 753        |
| 2002 | 19 931        |
| 2001 | 20 832        |
| 2000 | 22 862        |
| 1999 | 26 669        |
| 1998 | 23 416        |
| 1997 | 22 399        |
| 1996 | 22 783        |